# カチーロス
カチーロス(スペイン語：Cachiros/Los Cachiros)は、ホンジュラス発祥の犯罪組織で、麻薬の密輸に携わっている。
1990年代初頭に同国のコロン県やオランチョ県の酪農家達が結成した。
2015年1月、指導者の1人のJavier Maradiaga(Javier Cachiroとしても知られる)はアメリカ政府に出頭し、麻薬密輸で有罪判決を受けた。これを受けて、ホンジュラス政府は5～8億ドル規模の資産を押収した。
カチーロスの総資産は10億ドル以上と評価されている。
2017年3月、Devis Leonel Rivera Maradiagaは南ニューヨーク地方裁判所で、2009年～2013年にかけてホンジュラス政府は警察やレーダーの情報、軍人による警護を彼に提供したと証言した。また、カチーロスはポルフィリオ・ロボ・ソサ元大統領を含む主要政治家に賄賂を支払う事で、活動への援助や所有企業への優遇措置を受けていたと述べた。彼は録音や映像、写真等の証拠を示した。